# (32009) 2000 HN54
2000 HN54 (asteroide 32009) é um asteroide da cintura principal. Possui uma excentricidade de 0.15889120 e uma inclinação de 8.19760º.
Este asteroide foi descoberto no dia 29 de abril de 2000 por LINEAR em Socorro.